# 君という花
「君という花」（きみというはな）は、2003年10月16日に発売されたASIAN KUNG-FU GENERATIONの2枚目のシングル。

## 解説
メジャーデビューシングルであった前作から2か月というハイペースでリリースされた2枚目のシングル。2003年にCCCDとして発売されたが、2004年までに廃盤となっている。2005年10月26日にCD-DA規格で再発売された。

## 収録曲
全曲 作詞・作曲：後藤正文、編曲：ASIAN KUNG-FU GENERATION
1. 君という花
TBS系『Pooh!』エンディングテーマ、テレビ東京系『JAPAN COUNTDOWN』エンディング・テーマのダブルタイアップ。また、『スペースシャワーTV』2003年10月度POWER PUSH!にもなった。シングルではフェードアウトで曲は終了するが、アルバム『君繋ファイブエム』『BEST HIT AKG』に収録されているものは完奏されている。フェードアウトバージョンはこのシングルのみの収録である。ライブでは間奏で後藤が「ラッセーラッセ!」と掛け声をするのが定番になっている。同系列のレコード会社の先輩奥田民生が2004年の広島市民球場での弾き語りライブでカバーした。その観客席にはファンとして観覧していた後藤と喜多がいた。
2. ロケットNo.4

## 収録アルバム
- 君繋ファイブエム (#1、アルバムバージョン)
- フィードバックファイル (#2)
- BEST HIT AKG (#1、アルバムバージョン)